# Baćina (planina)
Baćina (negdje i Bačina) je planina u Bosni i Hercegovini. Nalazi se na prostoru općine Prozor-Rama južno od općinskog središta, u sjevernoj Hercegovini.
Najviši vrh Baćine je Trn na 1530 metara nadmorske visine. Ova planina povezuje Donju Ramu i Doljane. Planina je obrasla hrastovom šumom. Bogata je vodom, pa s Baćine teku mnogobrojni potoci. Sa zapadne strane nalazi se manje jezero.